# Santi Ermacora e Fortunato (Giambattista Tiepolo)
La pala che raffigura i Santi Ermacora e Fortunato è un dipinto di Giovanni Battista Tiepolo, conservato nel Duomo di Udine, nella cappella dedicata ai due santi.

## Storia
Il patriarca Daniele Dolfin decise la costruzione della cappella Santi Ermacora e Fortunato, protomartiri aquileiesi e patroni del Patriarcato a proprie spese ed affidò la realizzazione della pala che orna l'altare a Giovambattista Tiepolo (1736).
Come si ricava da documenti coevi, il soggetto e l'impostazione del quadro fu suggerita direttamente dal patriarca Dolfin, che chiese al Tiepolo di attenersi per la rappresentazione dei santi a quella, ancora esistente, di Cesare Vecellio conservata nella chiesa di San Vito a San Vito di Cadore. La parte più originale e più caratteristica dell'opera è messa in rilievo nel paesaggio presente nel fondo.